# Fernando Santa Cruz
Fernando Augusto de Santa Cruz Oliveira (Recife, 20 de fevereiro de 1948 – Rio de Janeiro, desaparecido em 22 de fevereiro de 1974) foi um estudante e militante do movimento estudantil brasileiro, símbolo da resistência contra a Ditadura Militar. De acordo com um de seus irmãos, João Artur, Fernando não era ligado à luta armada, mas era membro da Ação Popular (AP). Quando Fernando desapareceu, seu filho Felipe Santa Cruz (desde 2019 presidente da Ordem dos Advogados do Brasil) tinha apenas dois anos de idade.
Marcelo Santa Cruz, outro irmão, falou sobre a época da prisão de Fernando à Comissão da Verdade: “A gente considerava que tinha sido o DOI-CODI. Calcula-se que Fernando foi morto em função de ser o contato de Jair Ferreira de Sá e por não ter delatado os pontos (contatos). A Corte Interamericana catalogou o caso com o nº 1844”.
Seu caso é investigado pela Comissão da Verdade, que apura mortes e desaparecimentos no regime militar brasileiro.

## Biografia
Fernando Augusto de Santa Cruz Oliveira, nome completo de batismo do estudante, nasceu em 20 de fevereiro de 1948, no Recife, em Pernambuco. Ele foi o quinto filho do casal Lincoln de Santa Cruz Oliveira, médico-sanitarista, e de Elzita Santos.
Fernando Santa Cruz como é conhecido, já participava do movimento estudantil secundarista. No ano de 1967, foi preso durante uma passeata em Recife contra o acordo MEC-Usaid. Preso por uma semana no Juizado de Menores de Pernambuco, junto com o seu amigo Ramirez Maranhão do Valle, Fernando Santa Cruz experimentou a realidade dos menores infratores penalizados pela justiça.
Após sair da prisão, passou a atuar mais na política, voltando sua luta para o Movimento Estudantil. Dessa forma, Fernando Santa Cruz um dos articuladores do movimento estudantil em Pernambuco, sendo um dos reestruturadores da Associação Recifense dos Estudantes Secundaristas (ARES). Nesta época, foi assinado o AI-5, de forma que Fernando Santa Cruz viu-se pressionado a não mais atuar nas lutas políticas de Recife e se mudar da capital pernambucana. Nesta época, já estava casado com Ana Lúcia Valença, e foi com ele morar no Rio de Janeiro.
No Rio, aliou o trabalho profissional na CHISAM, órgão da administração pública, subordinado ao Ministério do Interior, com o trabalho político. Foi aprovado no vestibular para o curso de Direito da Universidade Federal Fluminense e, na vida universitária, recomeçou sua luta política, inicialmente por meio do diretório acadêmico do curso. Mais tarde, por meio do Diretório Central dos Estudantes. Em 1972, nasce o seu filho Felipe, nome dado em homenagem ao companheiro Felipe, como era conhecido Humberto Câmara Neto, desaparecido após ser preso e torturado pela polícia carioca. No mesmo ano Fernando é admitido por concurso público na Companhia de Águas e Energia Elétrica do Estado de São Paulo, e por isso muda-se para capital paulista.

## Prisão e desaparecimento
Em 1974, Fernando, que adotava o nome Carlos, junto com a sua mulher, decidem passar o carnaval na cidade do Rio de Janeiro. Nesta passagem pelo Rio, Fernando decide visitar amigos que faziam parte da resistência política contra a ditadura militar, pertencentes à Ação Popular Marxista-Leninista (APML), que, em decorrência das atividades contrárias a ordem vigente, eram obrigados a viver na clandestinidade. No dia 23 de fevereiro, Fernando saiu da casa do seu irmão Marcelo para o encontro com os amigos às 16 horas daquele sábado de carnaval. A volta estava marcada para às 18:00. Entretanto, Fernando Santa Cruz nunca mais foi visto. Quando o apartamento de um de seus amigos, Eduardo Collier, foi inspecionado por agentes de segurança do governo, presumiu-se que Fernando havia sido levado pelos agentes do DOI-CODI-RJ. Sem se identificarem ao porteiro do prédio, reviraram todo o apartamento e apreenderam uma grande quantidade de livros de conteúdo ideológico, imaginando-se que se tratava de uma ação repressiva de natureza política, porém, não se sabe ao certo o que de fato ocorreu, dado que sem identificação, tanto poderiam ser agentes do governo quanto militares disfarçados em missão de cunho secreto.
De imediato, começaram as buscas, ao mesmo tempo, teve início a busca junto às autoridades militares por parte da família e dos advogados. A falta de informações não colaborou para o intento. A procura se estendeu pelos estados do Rio de Janeiro e São Paulo, nos I e II Exércitos, respectivamente. A Igreja Católica Romana no Brasil, através do Cardeal D. Paulo Evaristo Arns, o jurista Sobral Pinto e o escritor Alceu Amoroso Lima, tentaram investigar, sem, contudo, obterem resultados concretos.
Igualmente inúteis foram os habeas-corpus impetrados pelos advogados junto à Justiça Militar. Nem a presença de militares insuspeitos como os marechais Juarez Távora e Cordeiro de Farias, muito menos o envolvimento direto de entidades internacionais como a Organização dos Estados Americanos e a Anistia Internacional, conseguiram surtir efeito junto às autoridades brasileiras.
Um relatório divulgado pelo Ministério da Marinha informou que Fernando Santa Cruz estava desaparecido desde 23 de fevereiro daquele ano. Um ano mais tarde, a mãe de Fernando, dona Elzita, enviou uma carta ao Ministério da Justiça pedindo informações sobre o filho, mas nunca teve resposta.

## Símbolo do Movimento Estudantil
Após o seu desaparecimento, Fernando Santa Cruz tornou-se um ícone da luta e da resistência nos movimentos sociais e principalmente no movimento estudantil de modo que posteriormente, o Diretório Central dos Estudantes da UFF e o  Diretório Acadêmico de Direito da Unicap foram batizados com o seu nome.
A ficha de Fernando encontrada em 1992 no DOPS/SP, contudo, revela que ele foi efetivamente preso pelas forças da repressão. Assim está registrado nesse documento oficial: “nascido em 1948, casado, funcionário público, estudante de Direito,, preso no RJ em 23/03/1974”. Em outro relatório, do Ministério da Marinha, consta que Fernando “foi preso no RJ em 23/02/1974, sendo dado como desaparecido a partir de então”.
Em entrevista à revista Isto É, de 24 de março de 2004, o sargento Marival Chaves do Canto afirmou ter trabalhado como analista de informações no DOI-CODI/SP e que acompanhou as principais operações comandadas pelo Doutor César, o coronel José Brant Teixeira, e pelo Doutor Paulo, o coronel Paulo Malhães. Marival declarou que esses dois oficiais […] foram responsáveis pelo planejamento e execução de uma mega-operação em inúmeros pontos do País para liquidar, a partir de 1973, os militantes das várias tendências da Ação Popular (AP) […]. Segundo o ex-agente, entre os mortos estão Fernando Santa Cruz Oliveira, Paulo Stuart Wright, Eduardo Collier Filho e Honestino Guimarães […].
Em 16 de julho de 2008, a revista Carta Capital (nº 504) divulgou matéria sobre a localização do Capitão Homero, Dr. Homero ou Homero César Machado, coronel do Exército reformado, apontado como um dos principais torturadores da “equipe C” do DOI-CODI/SP, na época da ditadura. Ele foi denunciado em pelo menos sete processos no Superior Tribunal Militar, segundo o Projeto Brasil: Nunca Mais. O mesmo oficial é o responsável pelas informações falsas de que Fernando e Eduardo não estavam presos no DOI-CODI/SP.
Em 2012, o servidor público aposentado Cláudio Guerra, ex-delegado do DOPS, revelou no livro “Memórias de uma Guerra Suja” que Fernando Santa Cruz mais outros nove presos políticos foram mortos e seus corpos foram incinerados no forno da Usina de Açúcar “Cambahyba”, localizada no município de Campos, no Estado do Rio de Janeiro. À época era o proprietário dessa Usina Heli Ribeiro, que segundo Guerra “faria o que fosse preciso para evitar que o comunismo tomasse o poder no Brasil.”
Seu nome consta no anexo da Lei 9.140/95, como reconhecimento de sua prisão e morte sob responsabilidade do estado.

## Campanha Memórias Reveladas
No segundo semestre de 2009, o Governo Federal lançou vários vídeos da campanha Memórias Reveladas, cujo objetivo era colher informações sobre os desaparecidos políticos brasileiros na época da ditadura para ajudar a traçar seus paradeiros. Em um desses vídeos é mostrado o depoimento da mãe de Fernando Santa Cruz, dona Elzita, falando sobre o desaparecimento do seu filho.